# Мартіньш Ґіптерс
Мартіньш Ґіптерс (латис. Gipters Mārtiņš; 5 квітня 1989, Рига, Латвія) — латвійський професіональний хокеїст. Амплуа — захисник, виступає в ризькому Динамо-Юніорс, виступав у складі юніорської збірної Латвії (U-18).